# Léo Santos (lutador)
Leonardo Silva dos Santos (Rio de Janeiro, 5 de janeiro de 1980) é um lutador brasileiro de MMA e Brazilian Jiu-Jitsu. Conhecido como Léo Santos, é considerado hoje um dos melhores lutadores de Brazilian Jiu-Jitsu, inclusive já tendo derrotado o ex-campeão dos peso meio-médio e peso médio do UFC Georges St. Pierre no ADCC em 2005. Léo Santos e Georges St. Pierre se encontraram em 2005 nas quartas de final do ADCC, um dos torneios mais importantes do mundo de grappling e finalização do mundo, onde não valem golpes de trocação. O brasileiro aproveitou um vacilo do rival e pulou para um armlock voador. Depois, ele acabaria com o quarto lugar daquele torneio. Leonardo Santos é irmão do também lutador Wagnney Fabiano. Léo foi o campeão do The Ultimate Fighter: Brasil 2.

## Começo da Vida e BJJ
Leonardo Silva dos Santos nasceu em 5 de fevereiro de 1980, na cidade do Rio de Janeiro. Sua história no Jiu-Jítsu começa em 1986, aos seis anos de idade, no Mello Tênis Clube, um pequeno clube localizado no subúrbio do Rio de Janeiro, onde começou a treinar com o Professor Wendell Alexander. Como não gostava muito de treinar, o pequeno Léo ía sobre a pressão de seu primo com seu irmão mais velho Wagnney Fabiano, também lutador de MMA. Com o passar do tempo Leonardo Santos passou a gostar do esporte e a se dedicar mais aos treinos, e por ter um talento nato para a arte suave, colocou então como meta ser o melhor do esporte.
Em 1995, com a união de Wendell “Dell’’ Alexander e André Pederneiras, Léo Santos assumiu a responsabilidade de defender a bandeira de uma das maiores equipes de Jiu-Jítsu e MMA de todos os tempos: a Nova União, com suas vitórias na arte suave se tornou um dos maiores ícones do Jiu-Jítsu brasileiro e mundial. Dez anos após ter prometido, ao seu professor Wendell Alexander, se tornar o melhor do mundo, Leonardo Santos cumpriu essa promessa em 2006, quando foi eleito o melhor peso-leve daquele ano, e até é considerado por grande parte dos especialistas como o maior peso-leve da história do Jiu-Jítsu, sendo idolatrado no Japão.

## Carreira no MMA
Com essa tamanha bagagem Léo Santos foi constantemente convidado para eventos de Submission, onde obteve resultados expressivos ao vencer duas seletivas nacionais do ADCC (maior campeonato de Submission / Wrestling do planeta). Com todas essas credenciais, o Mixed Martial Arts (MMA) era quase que inevitável. Em 2002 foi convidado a enfrentar a grande promessa nipônica na época, Takanori Gomi, que já possuía 10 expressivas vitórias e algum tempo depois veio a se consolidar como maior peso-leve japonês no MMA. Apesar de amargos, Léo colheu os frutos positivos daquela derrota para se dedicar mais aos treinamentos de MMA e voltar em 2006 com vitória diante de Gabriel Moraes.

### The Ultimate Fighter
Após acumular um recorde de 11 vitórias e 3 derrotas no MMA em cenário brasileiro e internacinal. Após diversas desilusões com o mundo do MMA, Léo conseguiu a oportunidade de fazer parte do plantel de lutadores do The Ultimate Fighter: Brasil 2, que tinha como técnicos Fabrício Werdum e Antônio Rodrigo Nogueira. Comovendo os espectadores por sua humildade, Leonardo Santos, que fez parte da equipe de Minotauro, venceu seus dois primeiros combates no reality com tranquilidade, e para a semifinal e enfrentou um dos favoritos a vencer o programa, Santiago Ponzinibbio. Léo perdeu por uma decisão apertada. Porém, uma lesão tirou Santiago da final, e Léo Santos estrou em seu lugar para enfrentar William Macario.

### Ultimate Fighting Championship
Na final do TUF Brasil 2, no UFC on Fuel TV: Nogueira vs. Werdum, Léo enfrentou Macario, após perder o primeiro round, Léo conseguiu encaixar um triângulo de braço, fazendo Macario desistir da luta e com isso, Léo se tornou o vencedor do TUF Brasil 2.
Após vencer o TUF, Léo anunciou que desceria para a categoria dos leves, sua primeira luta de volta na categoria foi contra o também vencedor do reality Norman Parke, a luta aconteceu em 23 de março de 2014 no UFC Fight Night: Shogun vs. Henderson II. Parke perdeu um ponto no segundo round e a luta terminou em um empate majoritário.
Léo iria enfrentar Lukasz Sajewski em 13 de setembro de 2014 no UFC Fight Night: Pezão vs. Arlovski II. Porém uma lesão tirou o polonês da luta e Léo enfrentou Efrain Escudero que lutaria no card preliminar contra Francisco Trinaldo. Ele venceu a luta por decisão unânime.
Léo era esperado para enfrentar Matt Wiman em 21 de março de 2015 no UFC Fight Night: Maia vs. LaFlare, no entanto, uma lesão tirou Wiman da luta e foi substituído por Tony Martin. Ele conseguiu uma vitória no segundo round, após não ter começado bem no primeiro round, conseguiu se recuperar e vencer o ianque, finalizando com um mata leão.
Léo enfrentou Kevin Lee em 12 de Dezembro de 2015 no UFC 194. Ele venceu a luta por nocaute técnico ainda no primeiro round.

## Campeonatos
- Campeonato Mundial de Jiu-Jitsu Peso Médio / Faixa preta - 3º Lugar (2000)
- Abu Dhabi Combat Club Submission Wrestling World Championship até 76,9 kg Etapa Brasil, 1º Lugar (2001)
- Abu Dhabi Combat Club Submission Wrestling World Championship até 76,9 kg Etapa Mundial, 3º Lugar (2001)

## Cartel no MMA
| Cartel no MMA       |             |            |
| 24 lutas            | 18 vitórias | 5 derrotas |
| Por nocaute         | 3           | 2          |
| Por finalização     | 9           | 1          |
| Por decisão         | 5           | 2          |
| Por desqualificação | 1           | 0          |
| Empates             | 1           | 1          |

| Res.    | Cartel | Oponente             | Método                                   | Evento                                            | Data       | Round | Tempo | Local             | Notas                                               |
| ------- | ------ | -------------------- | ---------------------------------------- | ------------------------------------------------- | ---------- | ----- | ----- | ----------------- | --------------------------------------------------- |
| Derrota | 18-5-1 | Clay Guida           | Finalização (mata leão)                  | UFC on ESPN: Font vs. Aldo                        | 04/12/2021 | 2     | 1:21  | Las Vegas, Nevada |                                                     |
| Derrota | 18–4-1 | Grant Dawson         | Nocaute (socos)                          | UFC on ESPN: Brunson vs. Holland                  | 20/03/2021 | 3     | 4:59  | Las Vegas, Nevada |                                                     |
| Vitória | 18-3-1 | Roman Bogatov        | Decisão (unânime)                        | UFC 251: Usman vs. Masvidal                       | 11/07/2020 | 3     | 5:00  | Abu Dhabi         |                                                     |
| Vitória | 17-3-1 | Stevie Ray           | Nocaute (soco)                           | UFC Fight Night: Gustafsson vs. Smith             | 01/06/2019 | 1     | 2:17  | Estocolmo         | Performance da Noite.                               |
| Vitória | 16-3-1 | Adriano Martins      | Decisão (dividida)                       | UFC 204: Bisping vs. Henderson II                 | 08/10/2016 | 3     | 5:00  | Manchester        |                                                     |
| Vitória | 15-3-1 | Kevin Lee            | Nocaute Técnico (socos)                  | UFC 194: Aldo vs. McGregor                        | 12/12/2015 | 1     | 3:21  | Las Vegas, Nevada |                                                     |
| Vitória | 14-3-1 | Anthony Rocco Martin | Finalização (mata leão)                  | UFC Fight Night: Maia vs. LaFlare                 | 21/03/2015 | 2     | 2:29  | Rio de Janeiro    |                                                     |
| Vitória | 13-3-1 | Efrain Escudero      | Decisão (unânime)                        | UFC Fight Night: Pezão vs. Arlovski II            | 13/09/2014 | 3     | 5:00  | Brasília          |                                                     |
| Empate  | 12-3-1 | Norman Parke         | Empate (majoritário)                     | UFC Fight Night: Shogun vs. Henderson II          | 23/03/2014 | 3     | 5:00  | Natal             |                                                     |
| Vitória | 12-3   | William Macario      | Finalização (triângulo de braço)         | UFC on Fuel TV: Nogueira vs. Werdum               | 08/06/2013 | 2     | 4:43  | Fortaleza         | Estreia no UFC; Final do TUF Brasil 2.              |
| Vitória | 11-3   | Mark Holst           | Finalização Técnica (triângulo de braço) | Cage Warriors Fight Night 7: Kusch vs. Fields     | 01/09/2012 | 1     | 1:14  | Amã               |                                                     |
| Vitória | 10-3   | Gilmar da Silva      | Finalização Técnica (triângulo de braço) | Shooto- Brazil 28                                 | 10/03/2012 | 1     | 1:47  | Rio de Janeiro    |                                                     |
| Vitória | 9-3    | Jason Ball           | Decisão (unânime)                        | BAMMA 6                                           | 21/05/2011 | 3     | 5:00  | Londres           |                                                     |
| Vitória | 8-3    | Sotaro Yamada        | Desqualificação (joelhadas na virilha)   | World Victory Road Sengoku Raiden Championship 14 | 22/08/2010 | 1     | 3:56  | Tóquio            | Derrota recorrente de joelhadas ilegais na virilha. |
| Vitória | 7-3    | Kiuma Kunioku        | Finalização (mata leão)                  | World Victory Road Sengoku Raiden Championship 12 | 07/03/2010 | 1     | 3:06  | Tóquio            |                                                     |
| Derrota | 6-3    | Kazunori Yokota      | Decisão (dividida)                       | World Victory Road Sengoku - Eighth Battle        | 02/05/2009 | 3     | 5:00  | Tóquio            |                                                     |
| Vitória | 6-2    | Danilo Noronha       | Finalização (triângulo de braço)         | Shooto - Brazil 10                                | 17/01/2009 | 1     | 3:20  | Rio de Janeiro    |                                                     |
| Vitória | 5-2    | Corey Edwards        | Nocaute (chute na cabeça)                | Shooto - Brazil 9                                 | 28/11/2008 | 1     | 1:21  | Fortaleza         |                                                     |
| Vitória | 4-2    | Alan Lopes           | Finalização (triângulo)                  | Shooto - Brazil 8                                 | 30/08/2008 | 1     | 2:10  | Rio de Janeiro    |                                                     |
| Vitória | 3-2    | Christian Lopez      | Finalização (triângulo de braço)         | Shooto - Brazil 7                                 | 28/06/2008 | 1     | 0:40  | Rio de Janeiro    |                                                     |
| Vitória | 2-2    | Rafael Bastos        | Decisão                                  | MTL - Mo Team League 2                            | 29/07/2007 | 3     | 5:00  | Brasil            |                                                     |
| Derrota | 1-2    | Jean Silva           | Nocaute (soco)                           | Super Challenge 1                                 | 07/10/2006 | 1     | 1:12  | Barueri           |                                                     |
| Vitória | 1-1    | Gabriel Moraes       | Finalização (mata leão)                  | Guarafight 3                                      | 12/08/2006 | 1     | 3:27  | Guarapari         |                                                     |
| Derrota | 0-1    | Takanori Gomi        | Decisão (majoritária)                    | Shooto - Treasure Hunt 7                          | 29/06/2002 | 3     | 5:00  | Sakai             |                                                     |